# Cassano (cognome)
Cassano è un cognome di lingua italiana.

## Varianti
Cascianelli, Casciani, Cascianini, Casciano, Cascio, Casio, Cassanelli, Cassanello, Cassani, Cassella, Cassia, Cassiani, Cassiano, Cassieri, Cassio, Cassioli, Cassola, Cassoli.

## Origine e diffusione
Cognome tipicamente meridionale, è presente prevalentemente nel barese.
Potrebbe derivare dal prenomi Cassio oppure da un toponimo. Potrebbe anche risalire alla gens Cassia.
La variante Cassani è centro-settentrionale; Casciano è centrale.

## Persone
- Franco Cassano (1922-2016) – pianista, compositore, arrangiatore, direttore d'orchestra e produttore discografico italiano
- Joe Cassano (1973-1999) – rapper italiano
- Nicola Cassano (1857-1915) – compositore e pianista italiano
- Piero Cassano (1948) – compositore e arrangiatore italiano